# GKS Tychy (hockey sur glace)
Pour les articles homonymes, voir GKS Tychy.
Le GKS Tychy est un club de hockey sur glace de Tychy dans la voïvodie de Silésie en Pologne. Il évolue dans le Championnat de Pologne de hockey sur glace.

## Historique

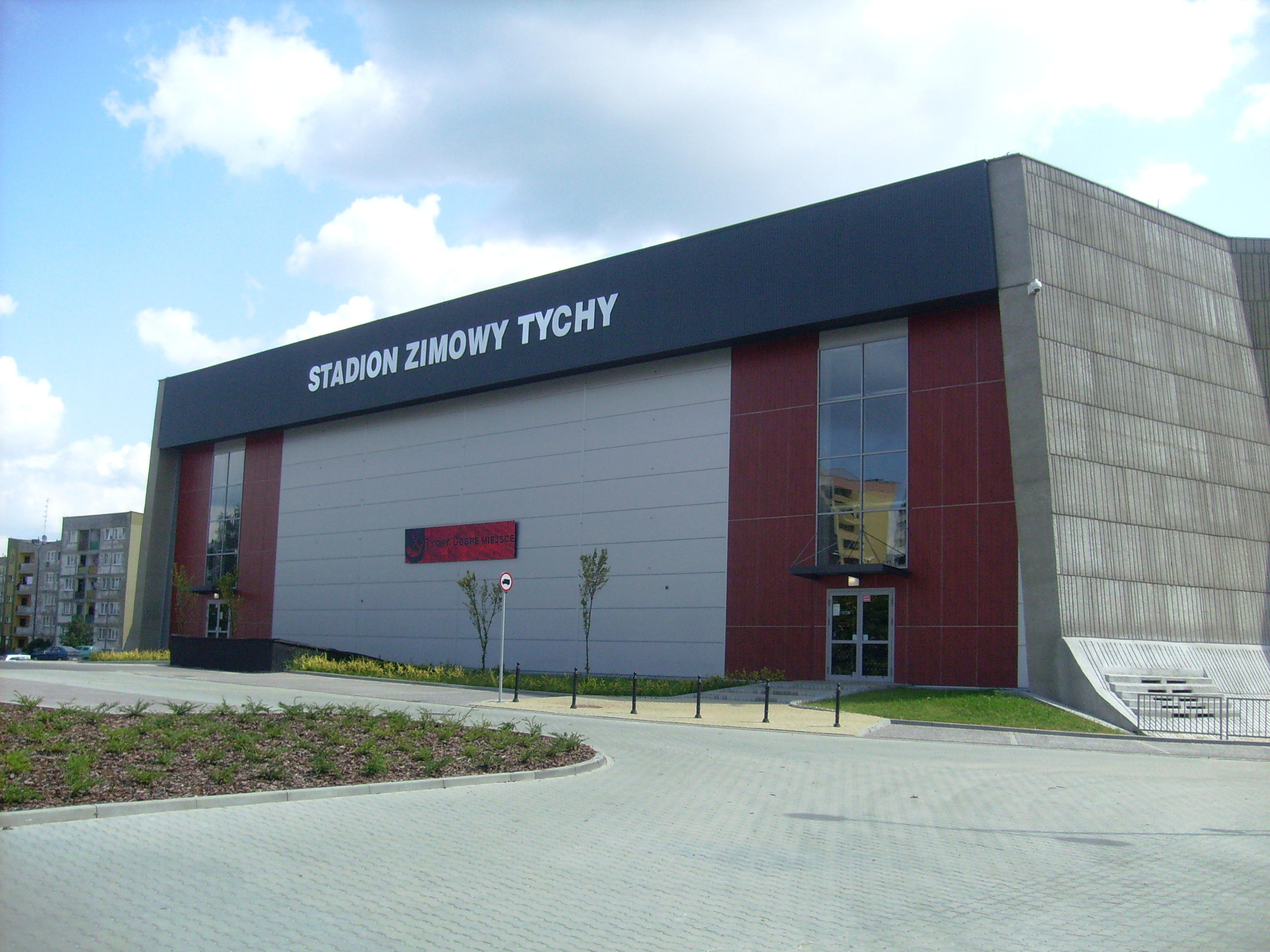
Stadion Zimowy w Tychach.

Le club est créé en 1971. L'équipe a changé plusieurs fois de nom au cours de son histoire :
- 1971 : GKS Tychy
- 1992 : MKH Tysovia
- 1996 : TTS Tychy
- 1999 : GKS Tychy

## Palmarès
- Championnat de Pologne (5)
  - Champion en 2005, 2015, 2018, 2019, 2025
- Puchar Polski (11)
  - Vainqueur en 2001, 2006, 2007, 2008, 2009, 2014, 2016, 2017, 2022, 2023, 2024